# Nanobagrus lemniscatus
Nanobagrus lemniscatus is een straalvinnige vissensoort uit de familie van de stekelmeervallen (Bagridae). De wetenschappelijke naam van de soort is voor het eerst geldig gepubliceerd in 2010 door Ng.